# Burg (Klagenfurt am Wörthersee)

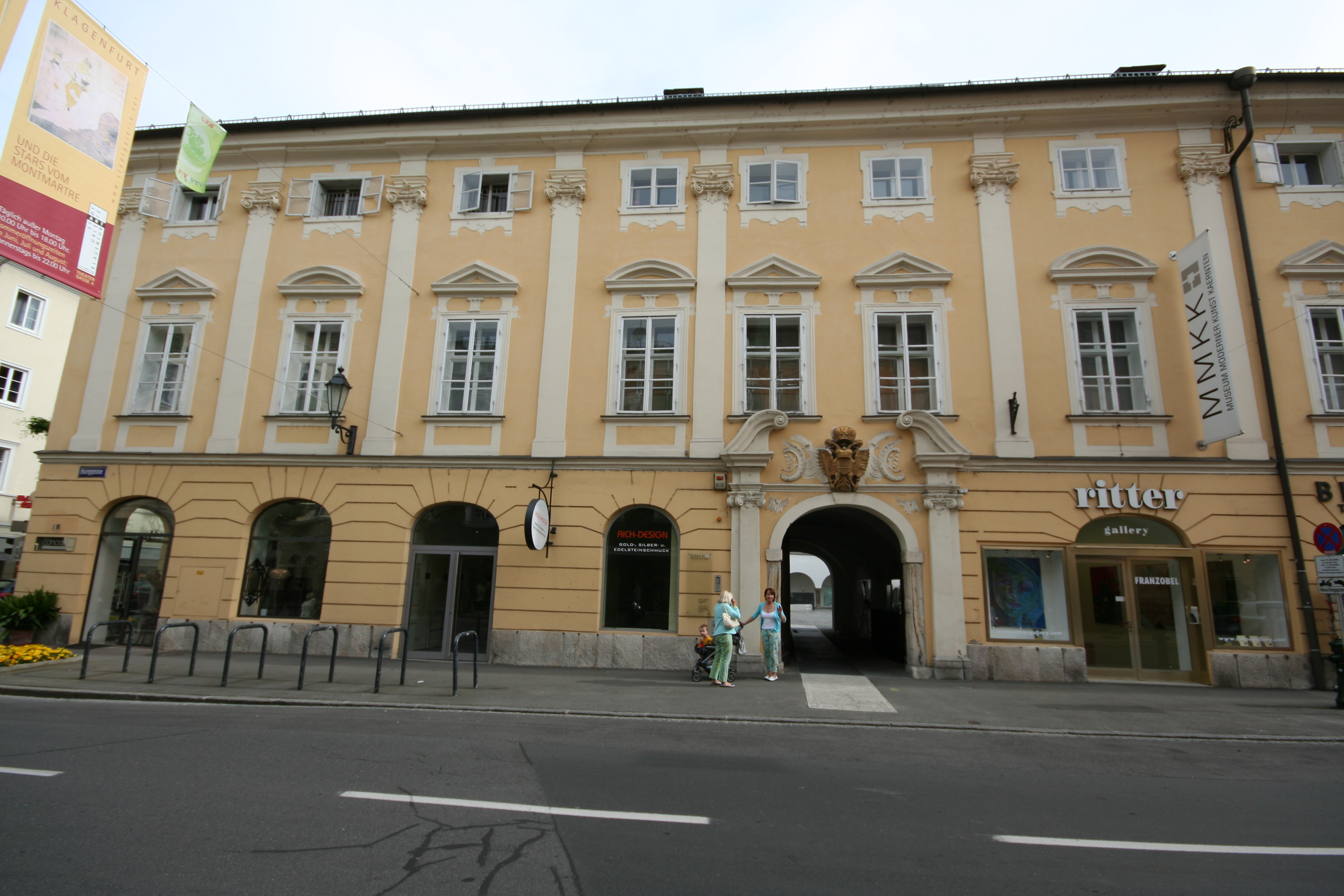
Burggassenseite der Burg

Die sogenannte Burg im Stadtzentrum von Klagenfurt am Wörthersee wurde im 16. Jahrhundert von den protestantischen Landständen als Schule errichtet. Heute beherbergt sie das Museum Moderner Kunst Kärnten.

## Geschichte
Der Bau der Burg wurde 1586 durch die protestantischen Landstände, die Herren der Stadt Klagenfurt, begonnen. Errichtet wurde sie nach den Plänen von Johann Anton Verda, der auch maßgeblich am Landhaus beteiligt war. Errichtet wurde das Gebäude für das „Collegium sapientiae et pietatis“, die protestantische Adelsschule. Das Collegium hatte einen über die Landesgrenzen reichenden guten Ruf, der Chronist Michael Gothard Christalnick verglich es sogar mit der Universität Bologna. Es besaß eine eigene Sternwarte und im Garten ein Labyrinth.
Nach der Gegenreformation war das Gebäude von 1604 bis 1747 Sitz des Burggrafen. 1733/34 wurde die Burgkapelle angebaut, dadurch wurde der Baukörper verlängert. 1773/74 wurde das Gebäude auf drei Geschoße aufgestockt, die Fassade wurde einheitlich mit Pilastern und stuckierten Fensterbekrönungen errichtet. 1854 wurde im Arkadenhof ein Treppenhausturm errichtet. Die im Zweiten Weltkrieg entstandenen Bombenschäden wurden nach 1945 rasch beseitigt. 1933 wurde im ersten Stock die Kärntner Landesgalerie eingerichtet, die 1938 aufgelöst und 1965 wiedereröffnet wurde. Sie hat ihren Schwerpunkt in der Kärntner Malerei des 19. und 20. Jahrhunderts und heißt seit einigen Jahren Museum Moderner Kunst Kärnten.
Während des Zweiten Weltkrieges war die Burg Sitz der Gestapoleitstelle Klagenfurt. Neben den Büroräumen gab es auch Verhörräume und einen kleinen Zellenbereich. Das Gestapogefängnis selbst befand sich allerdings im zweiten Stock im Gebäude des heutigen Landesgerichtsgefängnisses.

## Baubeschreibung

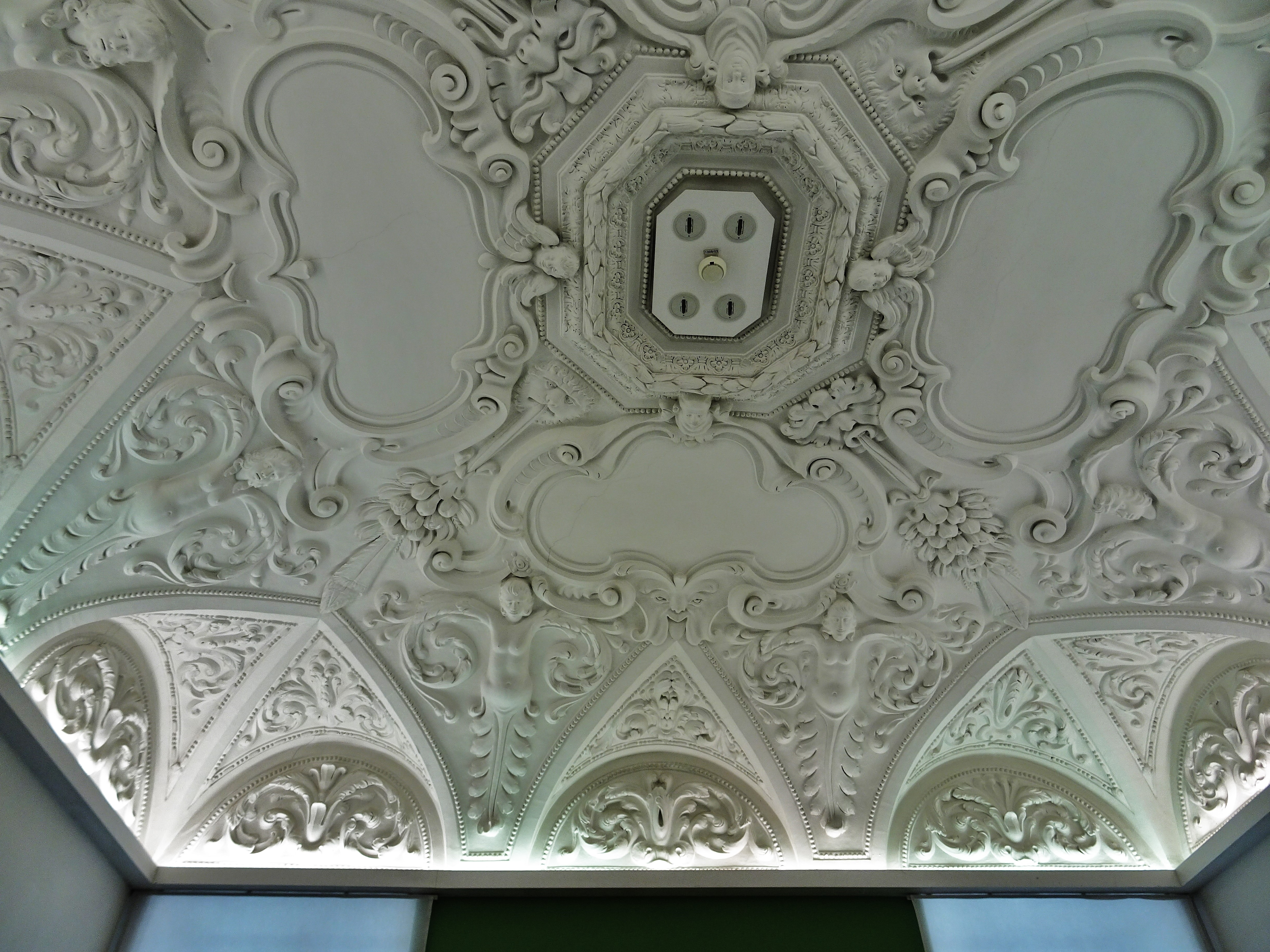
Barocke Stuckdecke

Die Burg ist eine große, viereckige, dreigeschoßige Anlage und umfasst den Block, der von Burggasse, Paradeisergasse, Bahnhofstraße und Domgasse gebildet wird. Die Burggassenfront umfasst 17 Fensterachsen, ebenso die Front zur Burggasse, während die Südseite nur 10 Fensterachsen umfasst. Die Fassaden sind langgestreckt und von Pilastern unterteilt. Die einfachen Fenster werden von Dreiecken und Segmentbogen abgeschlossen. Die Fassade zur Paradeisergasse ist einfacher gestaltet. Im Inneren befindet sich ein weiter Arkadenhof. An seiner Westseite liegt der zweigeschoßige Gangtrakt, der sich mit Arkaden zum Hof öffnet. Die Nordseite hat dreigeschoßige Arkaden, ebenso der Osttrakt, wobei die obersten Arkaden verglast sind. An der Südseite sind die Arkaden durch den Treppenhausturm unterbrochen. Der Turm entstand 1854, zeitgleich mit dem Südportal. An dieser Seite ist im ersten Stock die Zahl der Arkaden gegenüber dem Erdgeschoß verdoppelt.
Im Inneren sind die Säle teilweise stuckiert. Zwei tragen Stuckdecken von Gabriel Wittini (1682). Ein gewölbter Raum im Nordtrakt trägt barocken Knorpelwerk-Stuck aus dem 17. Jahrhundert mit geflügelten Engelsköpfen, Hermen, Löwen- und Menschenköpfen. Im Osttrakt gibt es flache Stuckdecken mit Blütenranken (circa 1780). Die Decke der alten Burgkapelle im ersten Stock des Nordtraktes trägt zarten Stuck aus Blättern, Blüten, Bändern, Rosetten, Kartuschen und Gittern, in die das Christus-, Marien- und Jesuitenmonogramm eingearbeitet sind.

## Kapelle

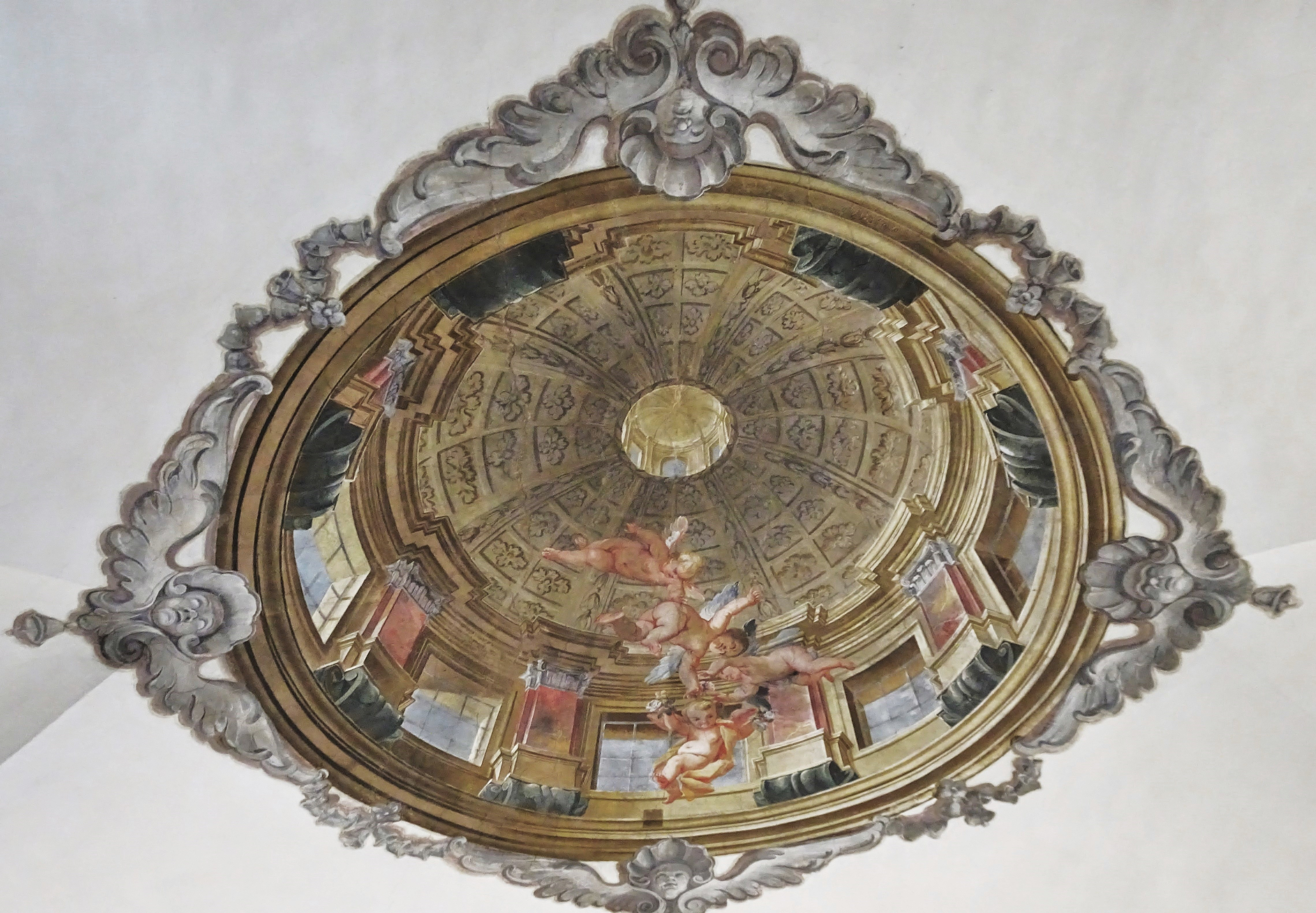
Die Scheinkuppel mit schwebenden Putten

Die heutige Kapelle wurde 1734 von Burggraf Wolfgang Sigismund von Orsini-Rosenberg gestiftet. Sie sollte der Ehre des hl. Domitian und dem Andenken der Burggrafen von Klagenfurt dienen. Die neue Kapelle wurde dem Burg-Gebäude an der Westseite des Nordtrakts angebaut, die Fassade gleicht der der Burg. Das Portal der Kapelle liegt an der Nordseite und ist mit Pilastern, Voluten und dem vom Herzogshut gekrönten Kärntner Wappen repräsentativ ausgestaltet. Der Saal ist zwei Geschoße hoch, tonnengewölbt und durch gemalte Pilaster gegliedert. Die Westseite ist eine gerade Altarwand. In der Südostecke befindet sich eine steinerne Stiege, über die man in die Burg gelangt. Die übrige Ostwand wird von einem hölzernen Oratoriumserker eingenommen, der vergoldete Ornamente trägt. Unter dem Erker befinden sich von der Hand Josef Ferdinand Fromillers die Namen der 19 Burggrafen und eine lateinische Inschrift.
Der Kapellenraum wird von Fromillers Fresko „Triumph des hl. Domitian“ beherrscht. Domitian schwebt über dem Stift Millstatt, von Engeln umgeben. Das Inschriftband lautet: „SANCTUS DOMITIANUS CARINTHIAE ARCHIDUX & APOSTOLUS“. Das Bild des Stiftes ist historisch interessant, zeigt es doch, dass die beiden Westtürme der Stiftskirche, wie auch für den Dom zu Gurk belegt, früher über eine Holzbrücke verbunden waren. An der Nord- und Südwand befinden sich als Illusionsmalerei Fresken weiterer Kärntner Heiliger: der hl. Chorbischof Modestus, der Karantanien missionierte, der legendenhafte hl. Brictius von Heiligenblut, die hl. Hildegard von Stein und die hl. Hemma von Gurk. Es folgen die hll. Donatus, Johannes Nepomuk und Franz Xaver, die keinen unmittelbaren Kärntenbezug aufweisen, hier aber stark verehrt wurden. Die Heiligen stehen auf gemalten Pilastern. Die Pilaster sind durch ebenfalls gemalte Balustergeländer verbunden. An der Altarwand ist das Geländer durch einen perspektivisch gemalten Stiegenaufgang unterbrochen. Hier befindet sich die Bauinschrift von 1743. Das Gewölbe trägt ein weiteres Fresko, das eine Scheinarchitektur mit Kuppel darstellt, in der Putten schweben.

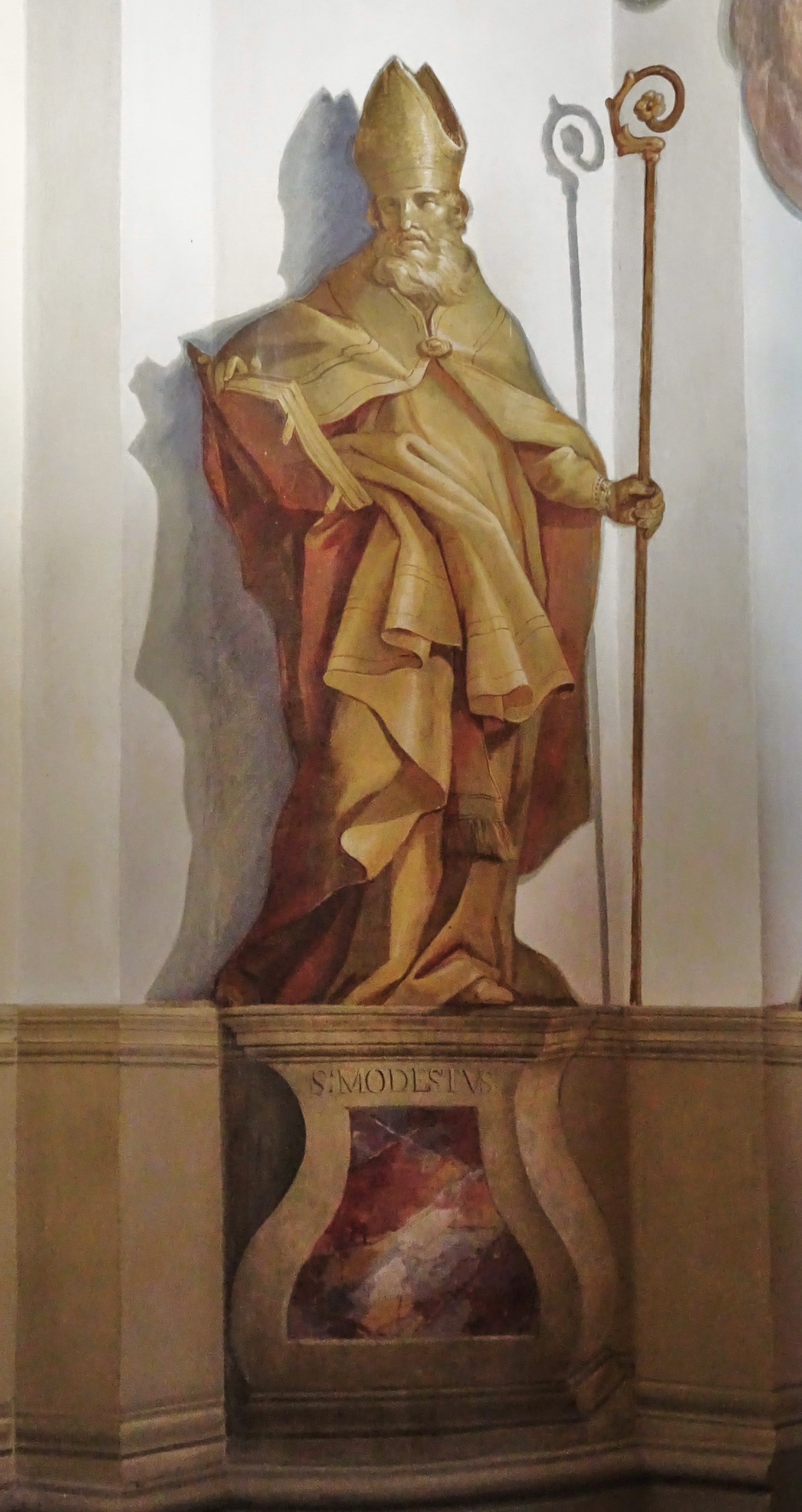
Der hl. Modestus, Fresko von Fromiller
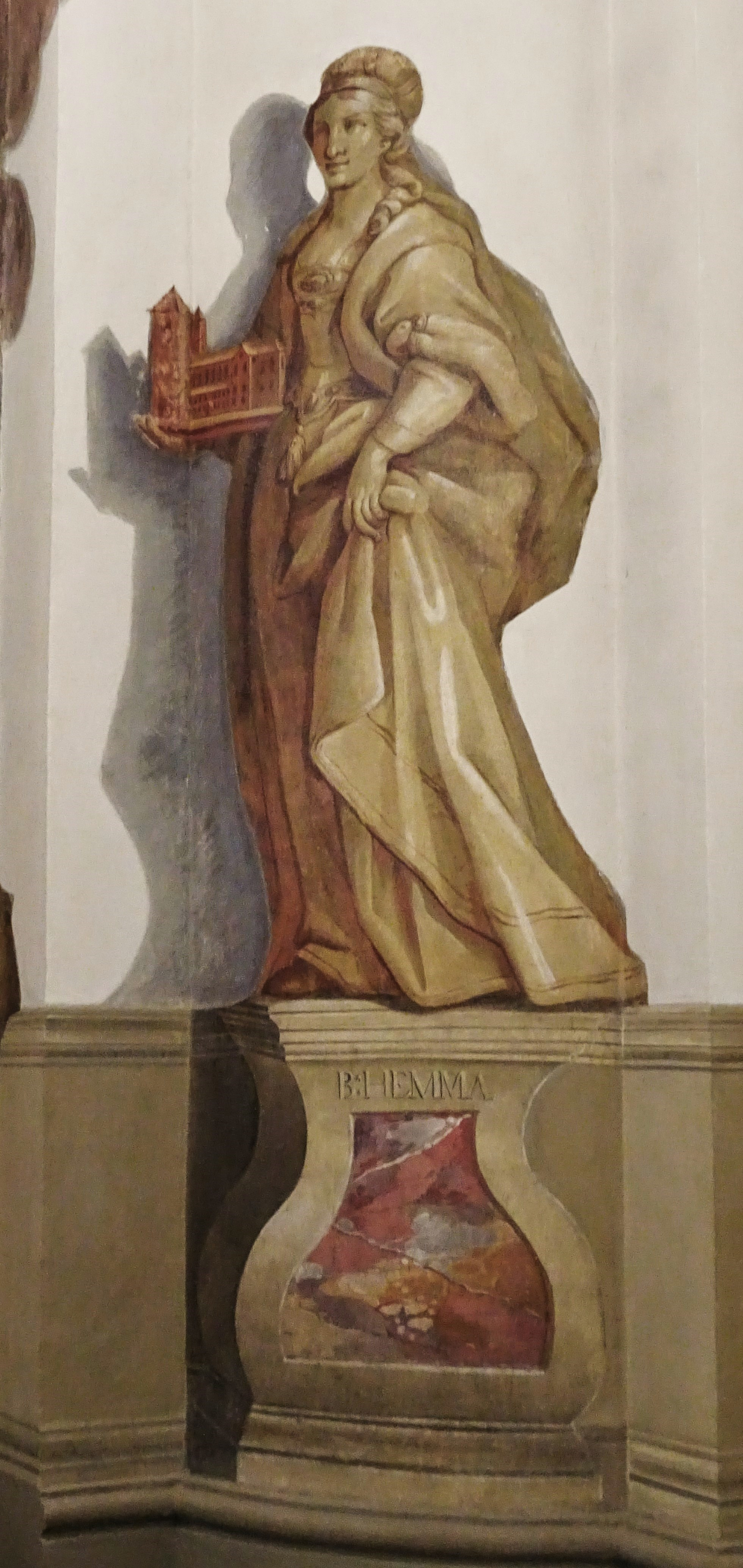
Die hl. Hemma